# 베트남의 성
성(베트남어: tỉnh / 省 ❲띤❳)은 베트남의 1단계 행정 구분 단위로 28개로 구성되었다. 베트남에서 가장 높은 단계인 제1급 행정구는 성과 중앙직할시가 있다.  중앙직할시는 중앙에서 통제하는 도시로 성과 동일한 지위를 가지고 있다.
각 성과 직할시는 싸(xã), 방(phường), 그리고 특별 행정구(đặc khu).

## 통치구조

### 인민회의(People's Council)
베트남의 성은 주민들이 선출한 인민회의(Hội Đồng Nhân Dân)에 의해 통제된다. 대표의 수는 해당 성의 인구에 따라 성마다 달라지게 된다. 인민회의는 성 정부의 행정부 역할을 하는 인민위원회를 임명한다. 각 성의 인민회의는 베트남 중앙정부를 다소 단순화시킨 구조이다. 성 정부는 중앙정부에 종속될 것으로 기대된다.

### 인민위원회(People's Committee)
인민위원회(Uỷ Ban Nhân Dân)는 앞서 언급했듯이 지방 차원의 집행을 담당하는 기관이며, 정책 수립과 시행을 담당한다. 인민위원회는 내각과 같은 것으로 간주된다. 인민위원회는 주석과 부주석, 그리고 9명에서 11명에 이르는 일반 위원으로 구성된다.

### 인민재판소(People's Court)
인민재판소(Tòa án Nhân dân)는 성 단위의 사법부에 해당하며, 사법 재판을 담당한다. 인민재판소는 소장이 이끌고 있다.

## 성시 (타인포) 목록
| 직지이름        | 베트남어 표기         | 성도       | 인구       | 면적         | 지방         |
| --------------- | --------------------- | ---------- | ---------- | ------------ | ------------ |
| 까오방성        | Cao Bằng              | 까오방     | 573,119    | 7,942.39km2  | 동북         |
| 랑선성          | Lạng Sơn              | 랑선       | 881,384    | 8,310.18km2  | 동북         |
| 푸토성          | Phú Thọ               | 비엣찌     | 4,022,638  | 9,361.38km2  | 동북         |
| 꽝닌성          | Quảng Ninh            | 할롱       | 1,197,477  | 6,207.95km2  | 동북         |
| 타이응우옌성    | Thái Nguyên           | 타이응우옌 | 1,799,489  | 8,375.21km2  | 동북         |
| 뚜옌꽝성        | Tuyên Quang           | 뚜옌꽝     | 1,865,270  | 13,795.50km2 | 동북         |
| 라오까이성      | Lào Cai               | 라오까이   | 1,778,785  | 13,256.92km2 | 서북         |
| 디엔비엔성      | Điện Biên             | 디엔비엔푸 | 673,091    | 9,539.93km2  | 서북         |
| 라이쩌우성      | Lai Châu              | 라이쩌우   | 512,601    | 9,068.73km2  | 서북         |
| 선라성          | Sơn La                | 선라       | 1,404,587  | 14,108.89km2 | 서북         |
| 박닌성          | Bắc Ninh              | 박닌       | 3,619,433  | 3,194.72km2  | 홍강삼각주   |
| 흥옌성          | Hưng Yên              | 흥옌       | 3,567,943  | 2,514.81km2  | 홍강삼각주   |
| 닌빈성          | Ninh Bình             | 호알르     | 4,412,464  | 3,942.62km2  | 홍강삼각주   |
| 하노이(수도)    | Hà Nội                | 하노이     | 8,807,523  | 3,359.84km2  | 홍강삼각주   |
| 하이퐁 (직할시) | Hải Phòng             | 하이퐁     | 4,664,124  | 3,194.72km2  | 홍강삼각주   |
| 하띤성          | Hà Tĩnh               | 하띤       | 1,622,901  | 5,994.45km2  | 북중부       |
| 응에안성        | Nghệ An               | 빈         | 3,831,694  | 16,486.50km2 | 북중부       |
| 꽝찌성          | Quảng Trị             | 동하       | 1,870,845  | 12,700km2    | 북중부       |
| 타인호아성      | Thanh Hoá             | 타인호아   | 4,324,783  | 11,114.71km2 | 북중부       |
| 후에 (직할시)   | Huế                   | 후에       | 1,432,986  | 4,947.11km2  | 북중부       |
| 닥락성          | Đắk Lắk               | 부온마투옷 | 3,346,853  | 18,096.40km2 | 중부고원     |
| 잘라이성        | Gia Lai               | 쁠래이꾸   | 3,583,693  | 21,576.93km2 | 중부고원     |
| 럼동성          | Lâm Đồng              | 달랏       | 3,872,999  | 24,233.07km2 | 중부고원     |
| 카인호아성      | Khánh Hòa             | 냐짱       | 2,243,554  | 8,555.86km2  | 남중부       |
| 꽝응아이성      | Quảng Ngãi            | 꽝응아이   | 2,161,755  | 14,832.55km2 | 남중부       |
| 다낭 (직할시)   | Đà Nẵng               | 다낭       | 3,065,628  | 11,859.59km2 | 남중부       |
| 동나이성        | Đồng Nai              | 비엔호아   | 4,491,408  | 12,737.18km2 | 동남부       |
| 떠이닌성        | Tây Ninh              | 떠이닌     | 3,254,170  | 8,536.44km2  | 동남부       |
| 호찌민 (직할시) | Thành phố Hồ Chí Minh | 호찌민     | 14,002,598 | 6,772.59km2  | 동남부       |
| 안장성          | An Giang              | 롱쑤옌     | 4,952,238  | 9,888.91km2  | 메콩강삼각주 |
| 까마우성        | Cà Mau                | 까마우     | 2,606,672  | 7,942.39km2  | 메콩강삼각주 |
| 동탑성          | Đồng Tháp             | 까올라인   | 4,370,046  | 5,938.64km2  | 메콩강삼각주 |
| 빈롱성          | Vĩnh Long             | 빈롱       | 4,257,581  | 6,296.20km2  | 메콩강삼각주 |
| 껀터 (직할시)   | Cần Thơ               | 껀터       | 4,199,824  | 6,360.83km2  | 메콩강삼각주 |

## 지방
베트남 정부는 여러 개의 성을 8개의 지방으로 분류하기도 한다. 또한 크게 북부, 중부, 남부 3개의 광역으로 묶기도 한다. 이러한 지방들은 항상 쓰이는 것은 아니며, 대안적 분류로는 가능하다. 이 지방들을 분류하면 아래와 같다.
| 광역                       | 지방                                                                     | 해당 성                                                                                                  | 면적 (km2) | 인구 (2015) | 인구밀도 (명/ km2) | 비고 |
| -------------------------- | ------------------------------------------------------------------------ | --- | ---------- | ----------- | ------------------ | --- |
| 북부(Bắc Bộ, Miền Bắc)     | 서북부(Tây Bắc Bộ)                                                       | - 디엔비엔 - 호아빈 - 라이쩌우 - 라오까이 - 선라성 - 옌바이                                              | 44,301.10  | 4,446,800   | 100.37             | 베트남 북부의 서쪽 내륙 성을 포함한다. 그것들 중 둘은 라오스와 접경하고, 셋은 중국과 접경한다. (디엔비엔은 중국과 라오스 양쪽에 접경).                                                    |
| 북부(Bắc Bộ, Miền Bắc)     | 동북부(Đông Bắc Bộ)                                                      | - 박장 - 박깐 - 까오방 - 하장 - 랑선 - 푸토 - 꽝닌 - 타이응우옌 - 뚜옌꽝                                 | 50,684.10  | 8,568,200   | 169.05             | 인구 밀도가 높은 홍강 저지대의 북쪽에 위치한 대부분의 산악 성을 포함한다. 그들 중 4성 은 중국과 접경한다.                                                                                 |
| 북부(Bắc Bộ, Miền Bắc)     | 홍강 삼각주(Đồng Bằng Sông Hồng)                                         | - 박닌 - 하남 - 하노이 † - 하이즈엉 - 하이퐁 † - 흥옌 - 남딘 - 닌빈 - 타이빈 - 빈푹                      | 14,957.70  | 19,714,300  | 1,318.00           | 홍강 어귀를 따라 작지만, 인구가 많은 지역이다. 홍강 삼각주는 면적은 가장 작은 지역이지만 가장 인구가 많다. 이웃 나라와 접경하지 않는 유일한 지역이기도 하다.                              |
| 중부(Trung Bộ, Miền Trung) | 북중부(Bắc Trung Bộ)                                                     | - 하띤 - 응에안 - 꽝빈 - 꽝찌 - 타인호아 - 후에 †                                                        | 51,455.60  | 10,472,900  | 203.53             | 베트남의 좁은 중앙 부분의 북반부에 위치한 해안지방이다. 동쪽으로는 모두 해안에 접하고, 서쪽으로는 라오스까지 뻗어 있다.                                                                   |
| 중부(Trung Bộ, Miền Trung) | 베트남 남중부 지방(Duyên hải Nam Trung Bộ)                               | - 빈딘 - 빈투언 - 다낭 † - 카인호아 - 닌투언 - 푸옌 - 꽝남 - 꽝응아이                                    | 44,376.80  | 9,185,000   | 206.98             | 베트남 중앙부의 남반부 해안 지방이다. 한 개 성이 라오스와 접경한다. |
| 중부(Trung Bộ, Miền Trung) | 중부고원(Tây Nguyên)                                                     | - 닥락 - 닥농 - 잘라이 - 꼰뚬 - 럼동                                                                     | 54,641.00  | 5,607,900   | 102.63             | 베트남 중남부 서쪽의 산악 지역이다. 이 지역에는 상당수의 소수 민족이 있다. 1개 성이 라오스와 국경을 접하고 있고, 4개 성이 캄보디아와 접경한다. (꼰뚬은 라오스와 캄보디아 둘 다 접경한다.) |
| 남부(Nam Bộ, Miền Nam)     | 동남부(Đông Nam Bộ, Miền Đông)                                           | - 바리어붕따우 - 빈즈엉 - 빈푹 - 동나이 - 호찌민시 † - 떠이닌                                            | 23,590.70  | 16,127,800  | 683.65             | 메콩 삼각주의 북쪽에 있는 베트남 남부 저지대 지역을 포함한다. 2개의 성이 캄보디아와 접경한다.                                                                                             |
| 남부(Nam Bộ, Miền Nam)     | 메콩강 삼각주(Đồng Bằng Sông Cửu Long) 또는 남서부(Tây Nam Bộ, Miền Tây) | - 안장 - 벤째 - 박리에우 - 까마우 - 껀터 † - 동탑 - 하우장 - 끼엔장 - 롱안 - 속짱 - 띠엔장 - 짜빈 - 빈롱 | 40,576.00  | 17,590,400  | 434.00             | 베트남의 최남단 지역으로 주로 메콩강 삼각주에 면적은 작지만, 인구가 많은 지역이다. 때때로 ‘남서부’(Tây Nam Bộ)라고 부르기도 한다. 4개의 성이 캄보디아와 접경한다.                         |

^†  중앙직할시 (thành phố trực thuộc trung ương)

## 같이 보기
- 베트남의 행정 구역
- 베트남의 성도